# Vloedschuur

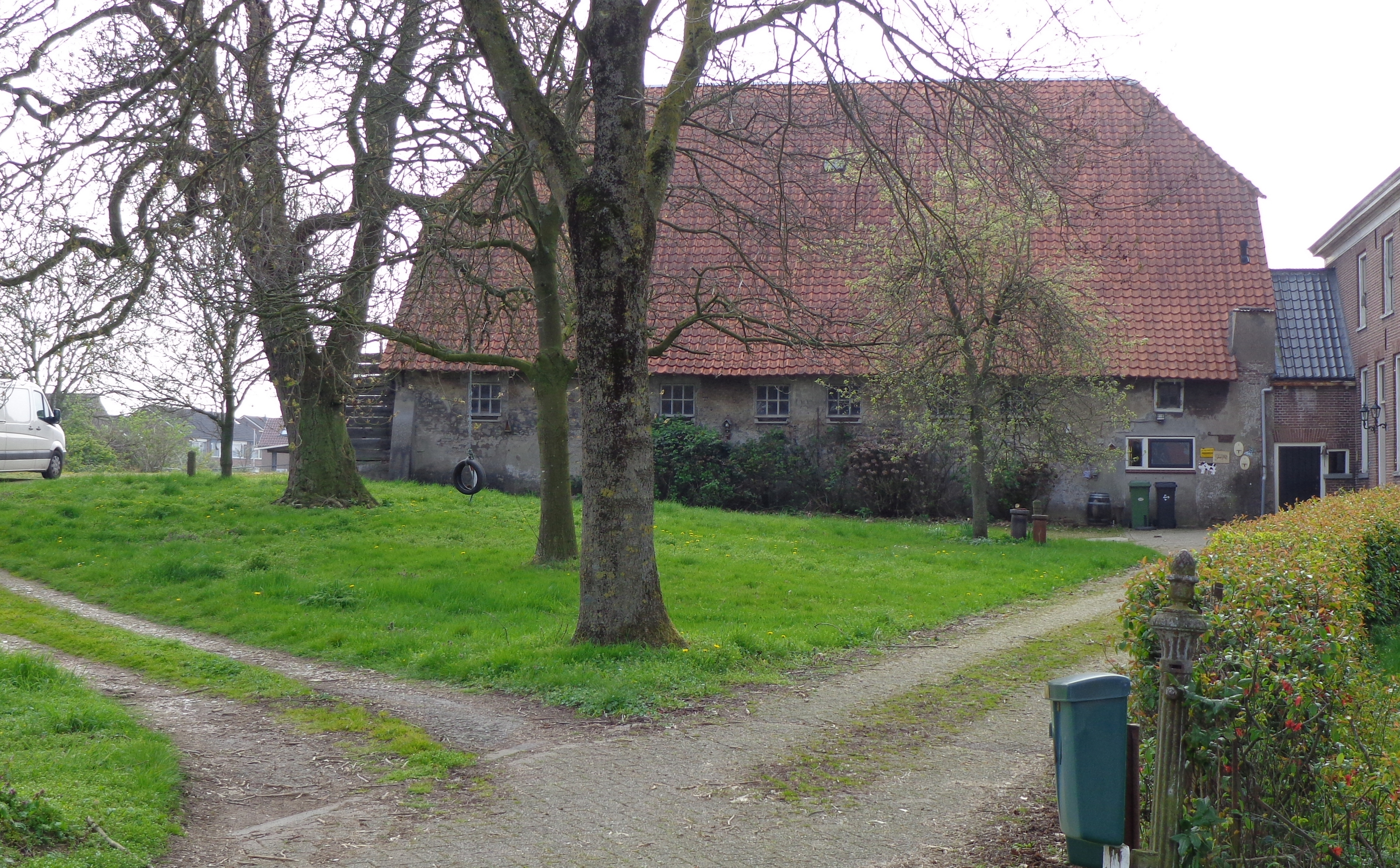
Vloedschuur in Buurmalsen

Een vloedschuur is een stal of schuur die hoger ligt dan het omringende land als veilige plek in tijden van hoogwater. Men vindt dit type schuren onder andere langs rivieren in Gelderland en aan de Niederrhein in Duitsland.
Vloedschuren werden gebouwd op een natuurlijke of door mensen aangelegde verhoging in het landschap. De functie van deze schuren was dat men het vee hiernaartoe kon brengen bij overstromingen van het omliggende land.
Een variant hierop is de vloed- of waterzolder; een zolder van een boerderij met versterkte vloer waar vee gestald kon worden in tijden van hoogwater.

## Afbeeldingen

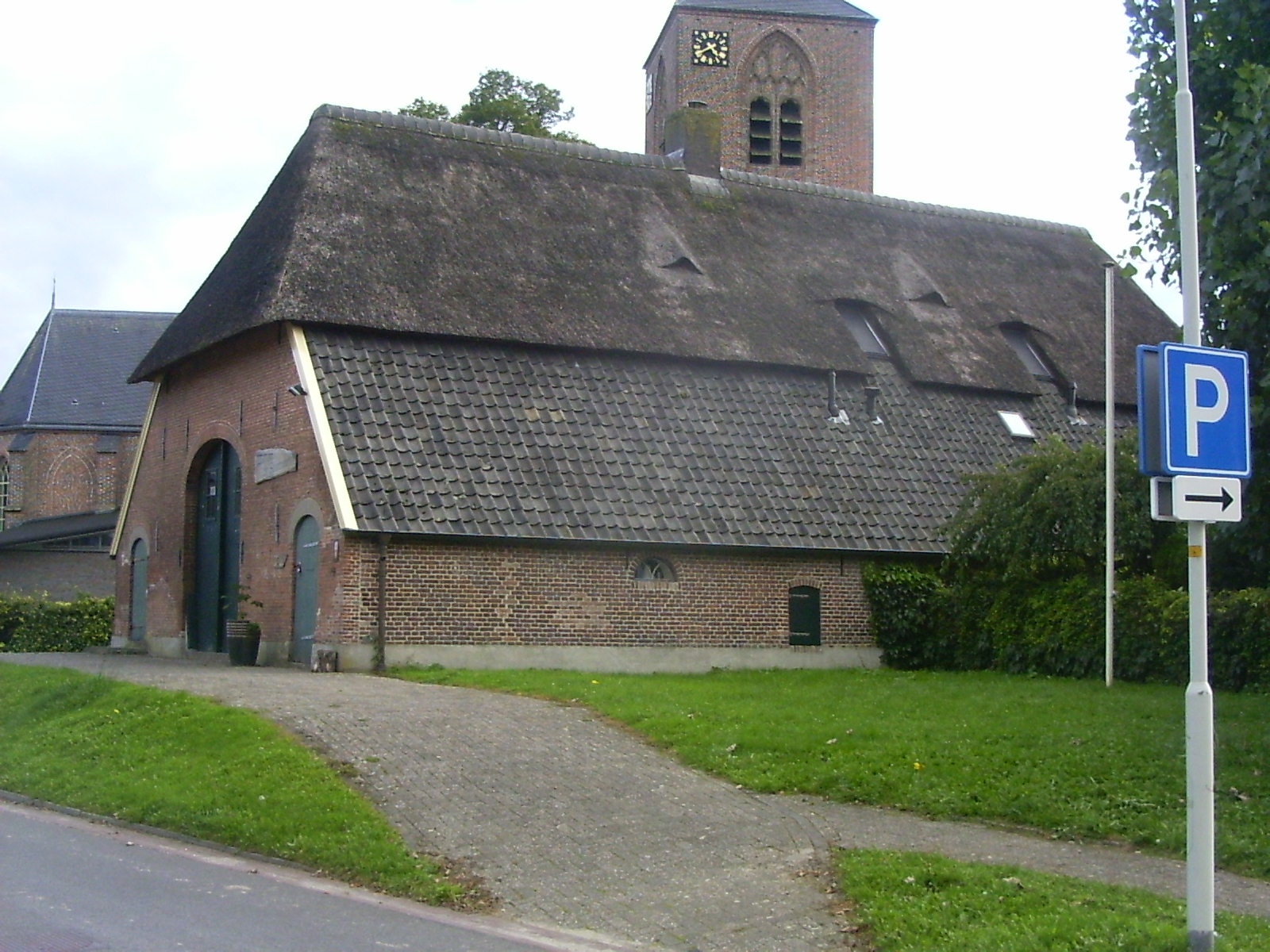
Vloedschuur in Herveld
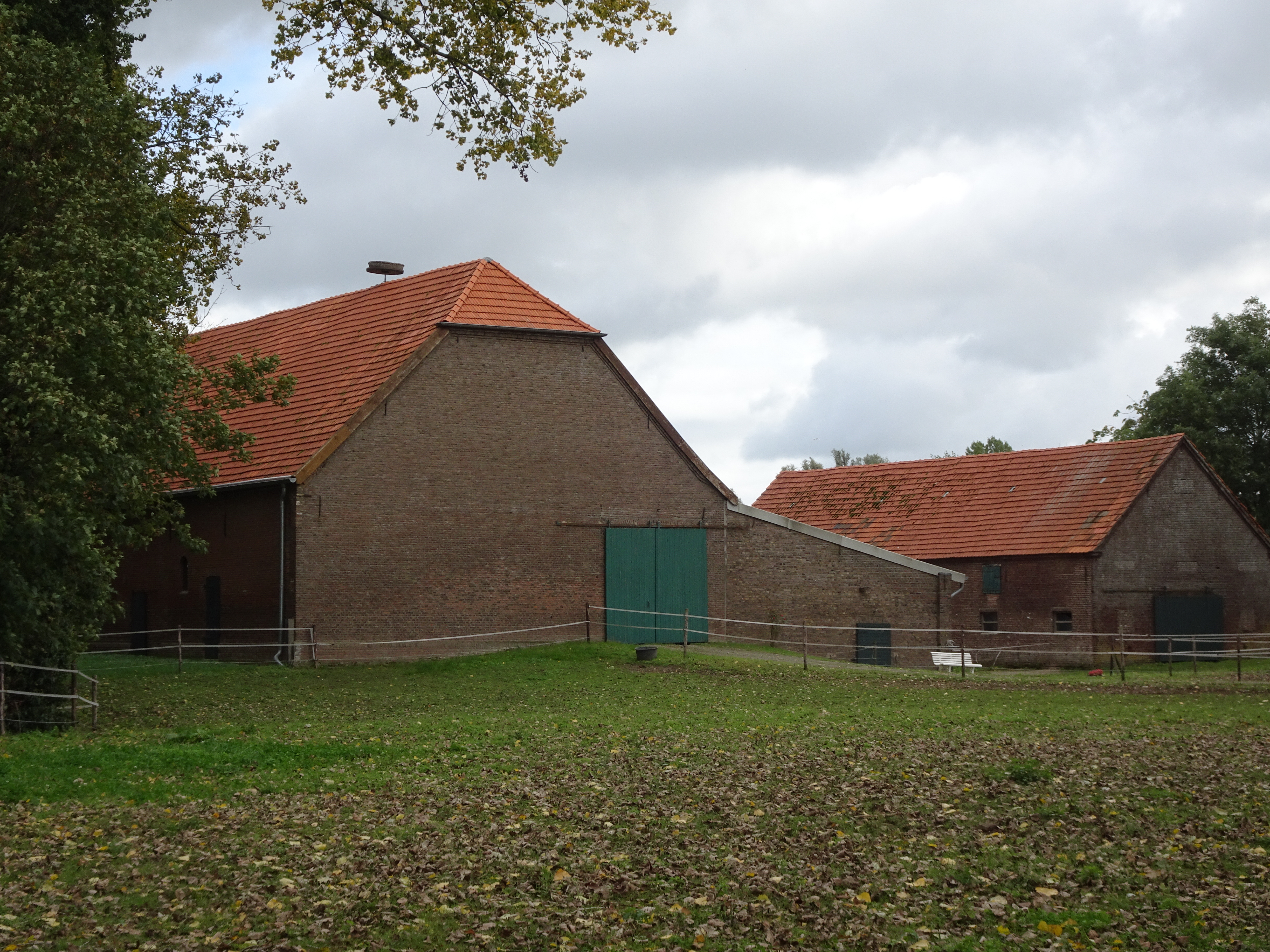
Vloedschuur bij Huis Wardenstein, Wisselward
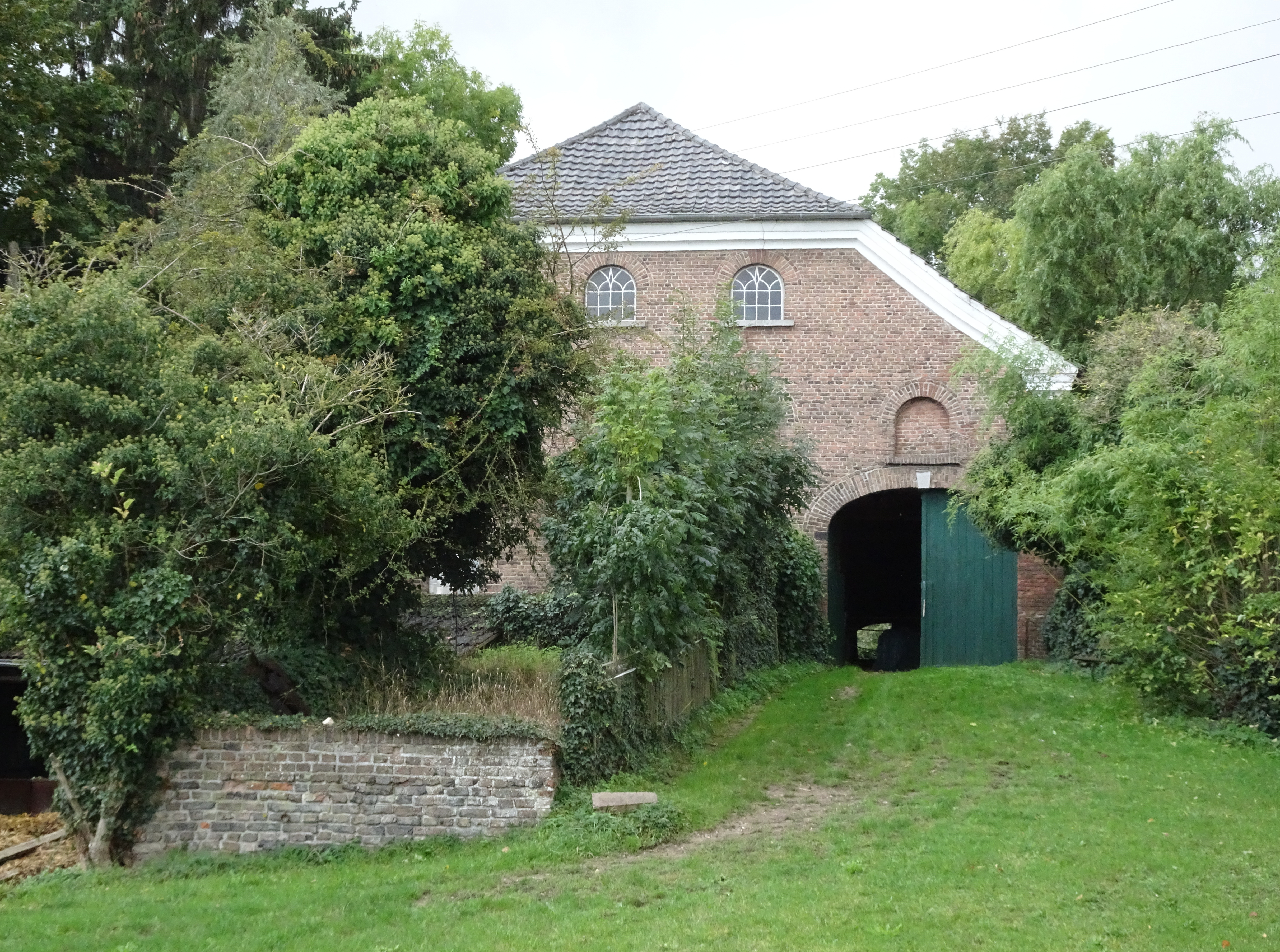
Vloedschuur aan de Reeserschanz, Kalkar
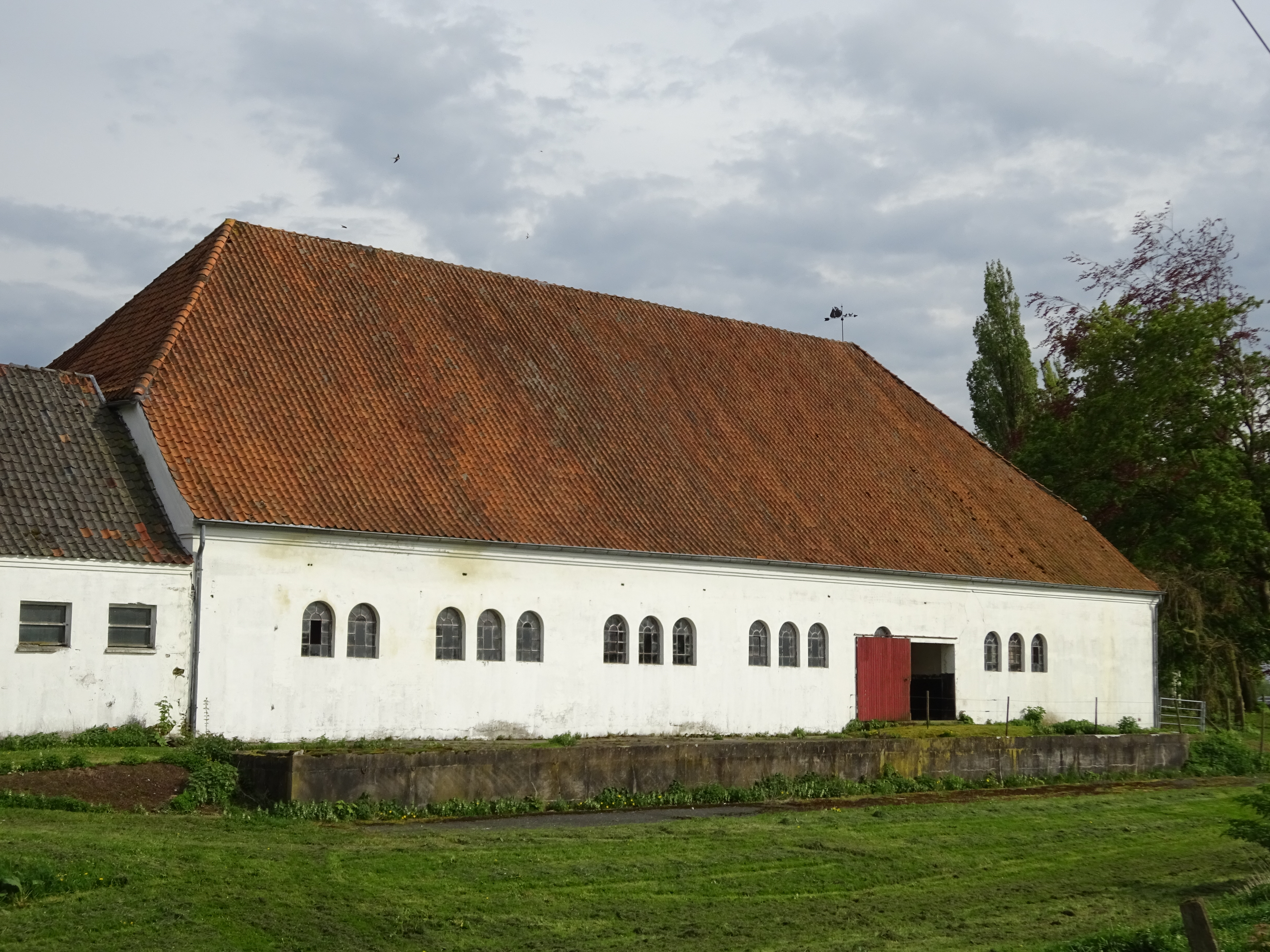
Vloedschuur in Reeserward, Rees